# Etimoni Timuani
Etimoni „Reme“ Timuani (* 14. August oder 14. Oktober 1991 auf Funafuti) ist ein tuvaluischer Sportler, der sein Heimatland unter anderem als Fußball- und Futsalspieler auf der Position eines Abwehrspielers oder auch als Sprinter vertritt.

## Karriere
Etimoni Timuan wurde entweder am 14. August oder am 14. Oktober 1991 auf dem Atoll Funafuti geboren und war bereits im Nachwuchs des tuvaluischen Fußballvereins FC Tofaga aktiv, bei dem er einen Großteil seiner späteren Karriere verbrachte. Um das Jahr 2008 schaffte er den Sprung in die Herrenmannschaft und war in weiterer Folge bis 2011 für den Erstligisten aktiv. Im Mai 2011 vertrat er sein Heimatland bei der Futsal-Ozeanienmeisterschaft in der fidschianischen Hauptstadt Suva, wobei er in allen vier Spielen seiner Mannschaft eingesetzt wurde, selbst jedoch torlos blieb. Mit der Mannschaft schied er deutlich als Letzter der Gruppe B mit 1:33 Toren aus drei Spielen vom laufenden Turnier aus. Im Spiel um Platz 7 unterlag die Mannschaft dem deutlichen Verlierer der Gruppe A, Kiribati (6:52 Tore), knapp mit 2:3.
Noch im gleichen Jahr gab Timuani sein Debüt in der Fußballauswahl Tuvalus, als er mit Tuvalu an der Vorbereitung auf das Fußballturnier der Pazifikspiele 2011 in Neukaledonien teilnahm. Im Vorbereitungsspiel gegen Samoa am 22. August bestritt er somit sein erstes Länderspiel. Bei den Pazifikspielen kam er bereits in der ersten Partie am 27. August gegen Amerikanisch-Samoa zum Einsatz und feierte mit der Nationalmannschaft mit einem 4:0-Erfolg den höchsten Sieg in der Geschichte des Nationalteams. Die nachfolgenden vier Länderspiele waren weniger von Erfolg geprägt, wobei das Team jedoch im letzten Gruppenspiel gegen Guam noch ein 1:1-Unentschieden herausholte und die Gruppe auf dem vierten von sechs Tabellenplätzen abschloss und somit vom laufenden Turnier ausschied. Timuani war dabei in allen fünf Gruppenspielen Tuvalus im Einsatz und blieb selbst erneut torlos. Über weitere Nationalteameinsätze ist nichts bekannt, wobei Timuani jedoch weiter auf Vereinsbasis aktiv war. Sein weiterer Karriereverlauf brachte ihn noch im Jahr 2011 zum Ligakonkurrenten Lakena United und von diesem wieder umgehend im Jahre 2012 zum FC Tofaga. Dort war er anfangs in der A-Mannschaft aktiv, absolvierte aber auch einige Spiele in der B-Mannschaft, deren torgefährlichster Spieler er im NBT Cup für B-Mannschaften mit acht Treffern auch war. Nachdem er unter anderem noch im Jahre 2014 für den FC Manu Laeva, einen weiteren Ligakonkurrenten auflief, widmete er sich zusehends der Leichtathletik.
Als Leichtathlet trat er erstmals im Jahre 2015 öffentlich in Erscheinung, als er sein Heimatland bei den Pazifikspielen 2015 in Papua-Neuguinea als Sprinter im 100-Meter-Lauf vertrat. Bei der Vorentscheidung im Sir John Guise Stadium am 13. Juli 2015 war er der einzige Sprinter im 29-köpfigen Startfelds, der aufgrund eines Frühstarts disqualifiziert wurde. Noch im gleichen Jahr nahm er am 100-Meter-Lauf der Männer bei den Leichtathletik-Weltmeisterschaften 2015 in Peking teil, wo er in der Vorrunde mit einer Zeit von 11,72 Sekunden den 23. von 27 Plätzen belegte und eine persönliche Bestleistung erzielte. Da sich nur die besten zwölf Athleten dieses Durchgangs für die nächste Runde qualifizierten, schied Etimoni Timuani somit noch früh vom laufenden Wettbewerb aus. Bei den Olympischen Sommerspielen 2016 in Rio de Janeiro vertrat Timuani sein Heimatland als einziger Athlet und trat somit auch als Fahnenträger Tuvalus bei diesem Großevent in Erscheinung. Damit ist Tuvalu die einzige von 206 Nationen, die nur einen einzigen Athleten stellte. Bei den Leichtathletik-Wettbewerben der Olympischen Spiele ging er in seiner Paradedisziplin über 100 Meter an den Start und schied in den Vorläufen mit 11,81 s, welches in der Vorqualifikation gemeinsam mit einem weiteren Läufer die schwächste Zeit bedeutete.